# 요카이치바시

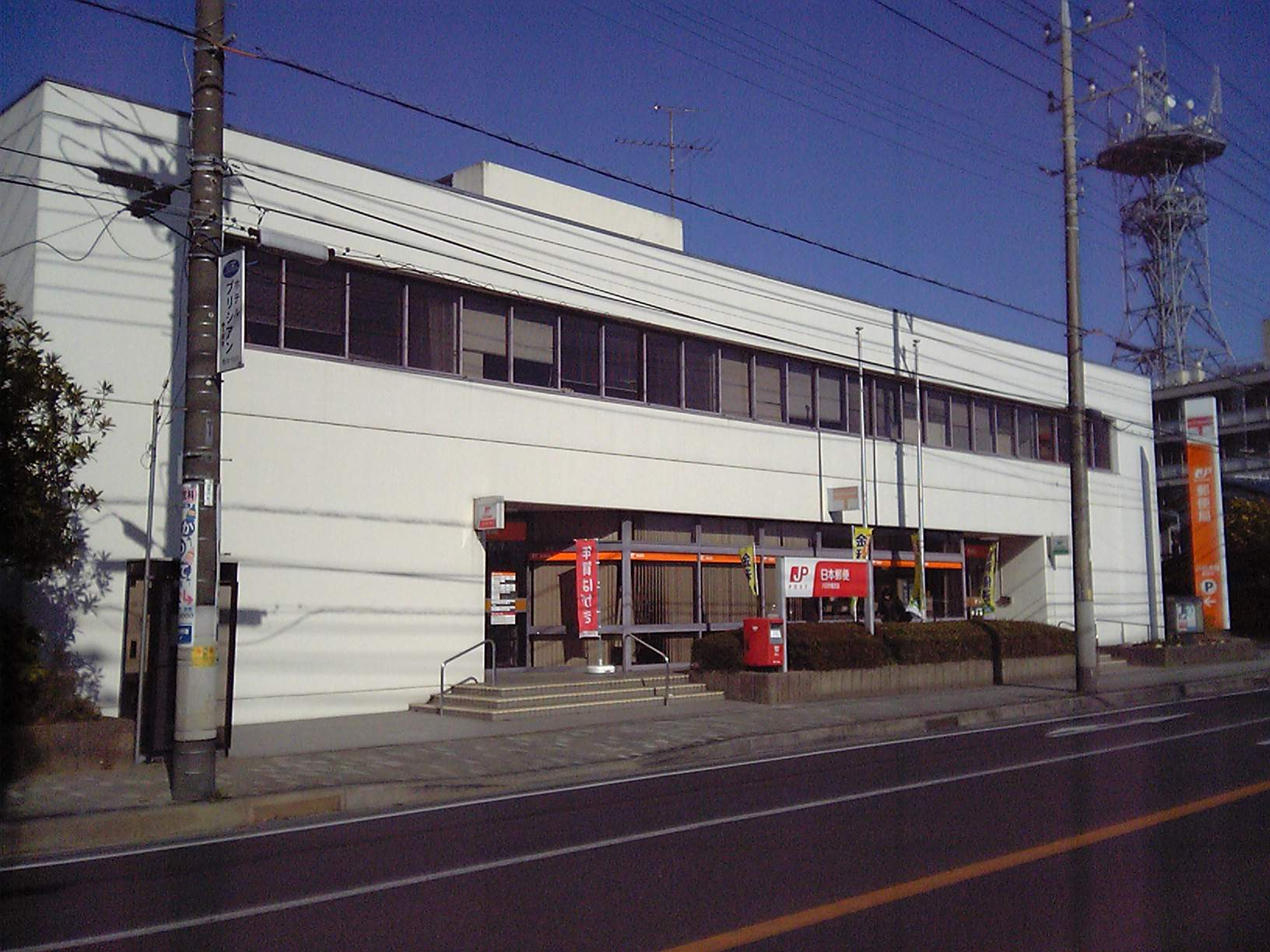

요카이치바시(八日市場市)는 지바현 북동부 구주쿠리 해변에 위치해 있었던 시이다. 현재의 소사시에 해당한다.
2006년 1월 23일 인접한 소사군 노사카 정과 합병해 소사시가 되었다.

## 역사
- 1889년 4월 1일 - 정촌제 시행으로 소사군 후쿠오카정(福岡町)이 성립하였다.
- 1897년 6월 1일 - 요카이치바역이 개업하였다.
- 1915년 12월 8일 - 후쿠오카정이 요카이치바정(八日市場町)으로 개칭되었다.
- 1954년
  - 3월 31일 - 요카이치바정이 헤이와촌·진카이촌·소사촌·도요사카촌·스카촌·교코촌·요시다촌·이다카촌·도요와촌과 합병하여 요카이치바정이 되었다.
  - 7월 1일 - 시로 승격해 요카이치바시(八日市場市)가 되었다.
- 2006년 1월 23일 - 소사군 노사카정과 합병하여 소사시가 되어 소멸하였다.

## 교통

### 철도
- 동일본 여객철도 소부 본선

### 도로
- 국도 126호선
- 국도 296호선